# Ацо Василевич
Ацо (Александар) Василевич (серб. Александар Васиљевић/Aco (Aleksandar) Vasiljevic, нар. 25 вересня 1973, Чачак) — сербський футболіст, нападник.

## Кар'єра гравця
У футбол починав грати в команді рідного містечка Чачак. Потім по році грав у Радічках і Панчеве, далі три сезони провів у Белграді. Залучався до ігор молодіжної збірної. У складі команди «Обилич» у сезоні 1997/98 років ставав чемпіоном Союзної республіки Югославія. Після загибелі президента белградського клубу, його вдова, ставши спадкоємицею, вирішила розпродати футболістів. Василевич відправився на перегляд у російський «Анжі» та український «Металург». Після зборів футболіст вирішив прийняти пропозицію із Запоріжжя.
У Запоріжжі Василевич став першим легіонером з Балкан. У чемпіонаті України дебютував 2 квітня 2000 року в грі проти одеського «Чорноморця». У першому сезоні зіграв у 10 матчах, в яких забив 5 голів. У наступних двох сезонах практично не грав. Напередодні старту чемпіонату 2002/03 років нападник зник з розташування клубу. Намагався працевлаштуватися в Греції, в клубі «Аполлон».
Догравав у Фінляндії в командах «Нарпес-Крафт» і «ГІК».